# Máy tính cơ học

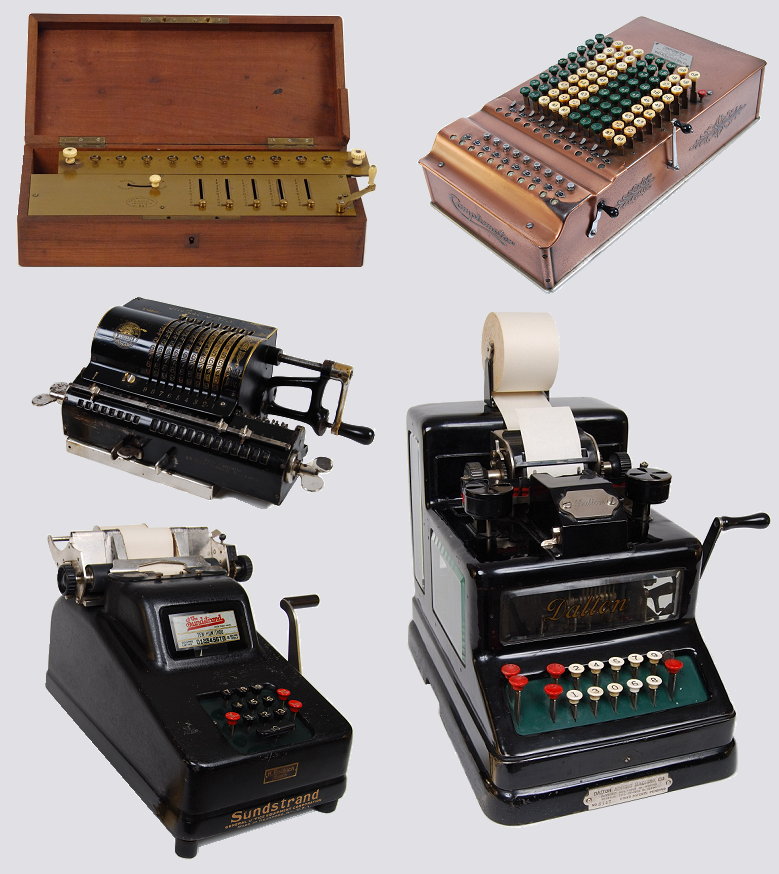
Máy tính cơ học khác nhau được sử dụng trong văn phòng từ năm 1851 trở đi. Mỗi người có một giao diện người dùng khác nhau. Hình ảnh này hiển thị theo chiều kim đồng hồ từ trên cùng bên trái: Arithmometer, Comptometer, máy tính cộng Dalton, Sundstrand và Odhner Arithmometer

Máy tính cơ học, hay máy tính toán cơ học, là một thiết bị cơ học được sử dụng để thực hiện các phép tính cơ bản của số học một cách tự động. Hầu hết các máy tính cơ học có kích thước tương đương với các máy tính để bàn nhỏ và đã bị lỗi thời do sự ra đời của máy tính bỏ túi điện tử.
Những ghi chú còn sót lại từ Wilhelm Schickard năm 1623 tiết lộ rằng ông đã thiết kế và đã xây dựng sớm nhất những nỗ lực hiện đại trong việc cơ giới hóa tính toán. Máy của ông gồm có hai bộ công nghệ: đầu tiên là bàn tính làm từ xương Napier, để đơn giản hóa các phép nhân và phép chia được mô tả lần đầu tiên sáu năm trước vào năm 1617, và đối với bộ phận cơ học, nó có một máy đếm bước quay số để thực hiện phép cộng và phép trừ. Một nghiên cứu về các ghi chú còn sót lại cho thấy một cỗ máy sẽ bị kẹt sau một vài mục trên cùng một mặt số, và nó có thể bị hỏng nếu một vật mang theo phải được truyền qua một vài chữ số (như thêm 1 đến 999). Schickard đã từ bỏ dự án của mình vào năm 1624 và không bao giờ đề cập đến nó nữa cho đến khi ông qua đời 11 năm sau đó vào năm 1635.
Hai thập kỷ sau nỗ lực được cho là thất bại của Schickard, vào năm 1642, Blaise Pascal đã giải quyết dứt điểm những vấn đề đặc biệt này bằng phát minh ra máy tính cơ học. Đồng ý chọn lao động của cha mình là người thu thuế ở Rouen, Pascal đã thiết kế máy tính để giúp đỡ số lượng lớn số học tẻ nhạt cần có; nó được gọi là Máy tính của Pascal hoặc Pascaline.
Máy tính toán số học của Thomas, cỗ máy thành công về mặt thương mại đầu tiên, được sản xuất hai trăm năm sau vào năm 1851; nó là máy tính cơ học đầu tiên đủ mạnh và đủ tin cậy để sử dụng hàng ngày trong môi trường văn phòng. Trong bốn mươi năm, máy tính toán này là loại máy tính cơ học duy nhất có sẵn để bán.
Máy tính toán, được giới thiệu vào năm 1887, là máy đầu tiên sử dụng bàn phím bao gồm các cột gồm chín phím (từ 1 đến 9) cho mỗi chữ số. Máy tính cộng Dalton, được sản xuất từ năm 1902, là máy đầu tiên có bàn phím 10 phím. Động cơ điện được sử dụng trên một số máy tính cơ học từ năm 1901. Năm 1961, một loại máy tính toán, Anita mk7 từ Sumlock comptometer Ltd., đã trở thành máy tính cơ học để bàn đầu tiên nhận được tất cả các công cụ máy tính điện tử, tạo ra mối liên kết giữa hai ngành công nghiệp này và đánh dấu sự khởi đầu của sự suy giảm. Việc sản xuất máy tính cơ học đã dừng lại vào giữa những năm 1970, đóng cửa một ngành công nghiệp tồn tại được 120 năm.
Charles Babbage đã thiết kế hai loại máy tính cơ học mới, lớn đến mức chúng đòi hỏi sức mạnh của động cơ hơi nước để vận hành và nó quá phức tạp để chế tạo trong đời. Cái đầu tiên là một máy tính cơ tự động, động cơ khác biệt của anh ta, có thể tự động tính toán và in các bảng toán học. Năm 1855, Georg Scheutz trở thành người đầu tiên trong số ít các nhà thiết kế thành công trong việc xây dựng một mô hình nhỏ hơn và đơn giản hơn cho động cơ khác biệt của mình. Cái thứ hai là một máy tính cơ học có thể lập trình, động cơ phân tích của ông, mà Babbage bắt đầu thiết kế vào năm 1834; "Trong chưa đầy hai năm, ông đã phác thảo ra nhiều tính năng nổi bật của máy tính hiện đại. Một bước quan trọng là việc áp dụng hệ thống thẻ đục lỗ có nguồn gốc từ máy dệt Jacquard "  làm cho nó có thể lập trình vô hạn. Năm 1937, Howard Aiken đã thuyết phục IBM thiết kế và chế tạo ASCC / Mark I, cỗ máy đầu tiên thuộc loại này, dựa trên kiến trúc của động cơ phân tích; khi máy hoàn thành, một số người gọi đó là "giấc mơ của Babbage trở thành sự thật".